# 弘益人间
弘益人间（韓語：홍익인간／弘益人間），意思为“使广大人类得益”（韓語：널리 인간 세계를 이롭게 하라），是韓國傳統的教育及哲学理念，源于神话时代的檀君朝鮮，相传是桓雄下凡时帝释的“教导”。此四字亦是大韩民国事实上的国家格言，也是当代韩国教育的理念:145。韩国弘益大学之名来源于此。
《三国遗事》中写道：“古记云：昔有桓因，谓帝释也，庶子桓雄数意天下，贪求人世。父知子意，下视三危太伯，可以弘益人间，乃授天符印三个，前往理之”（纪异卷第一·古朝鲜）。意思是天帝之子桓雄渴望人世的生活，天帝便选定了“三危太伯”（三座高山中的太白山，即今天的妙香山），给桓雄天符印三个，要他去那里治理人间。
原文对于“弘益人间”并没有做出更多的解释，可见它是一个开放性的概念。作为韩国民族理念的弘益人间思想，不止有统治者以民为本的含义，更有博爱、平等和先人后己的观念在其中。
1945年，韩国教育委员会将国民教育的基本目标定为：“基于弘益人间的教育理念，培养人格完善，并具有深切爱国精神的民主国家的国民。”
2021年3月，韩国圣公会大学民主主义研究所向韩国教育部提交了《学校民主市民教育教育课程总论修订方案研究》的报告书，该研究建议把“弘益人间”改为“民主主义”。支撑这一意见的依据，是对教育团体活动家、教育学教授、校长、教师、家长、学生等共21人为对象，进行的3次问卷调查，调查结果显示，76.5%的受访者（13人）同意用民主主义代替弘益人间。至于认为弘益人间作为教育理念理念不妥当的原因，有“观念过于抽象、模糊”、“是亲日教育界人士在日本帝国主义强占时期主导的表现，属于是八纮一宇的概念”等意见。研究组对21名问卷对象只公开了职业和性别等，没有公开是谁。该研究引发了很大争议，最后韓國政府聲明这只是研究者的见解。